# Ademir de Barros
Ademir de Barros ismertebb nevén: Paraná (Cambará, 1942. március 21. –) brazil válogatott labdarúgó.
A brazil válogatott tagjaként részt vett az 1966-os világbajnokságon.

## Sikerei, díjai
São Paulo
- Paulista bajnok (2): 1970, 1971